# Taner Sağır
Taner Sağır (Kărdžali, 13 marzo 1985) è un sollevatore turco. Ha rappresentato la Turchia ai Giochi olimpici di Atene 2004, vincendo la medaglia d'oro nella categoria 77 chilogrammi.

## Palmarès
- Giochi olimpici

Atene 2004: oro nei 77 kg.
- Mondiali

Santo Domingo 2006: oro nei 77 kg.
- Europei

Kiev 2004: oro nei 77 kg.
Sofia 2005: oro nei 77 kg.
Strasburgo 2007: bronzo nei 77 kg.